# Delta del Lena

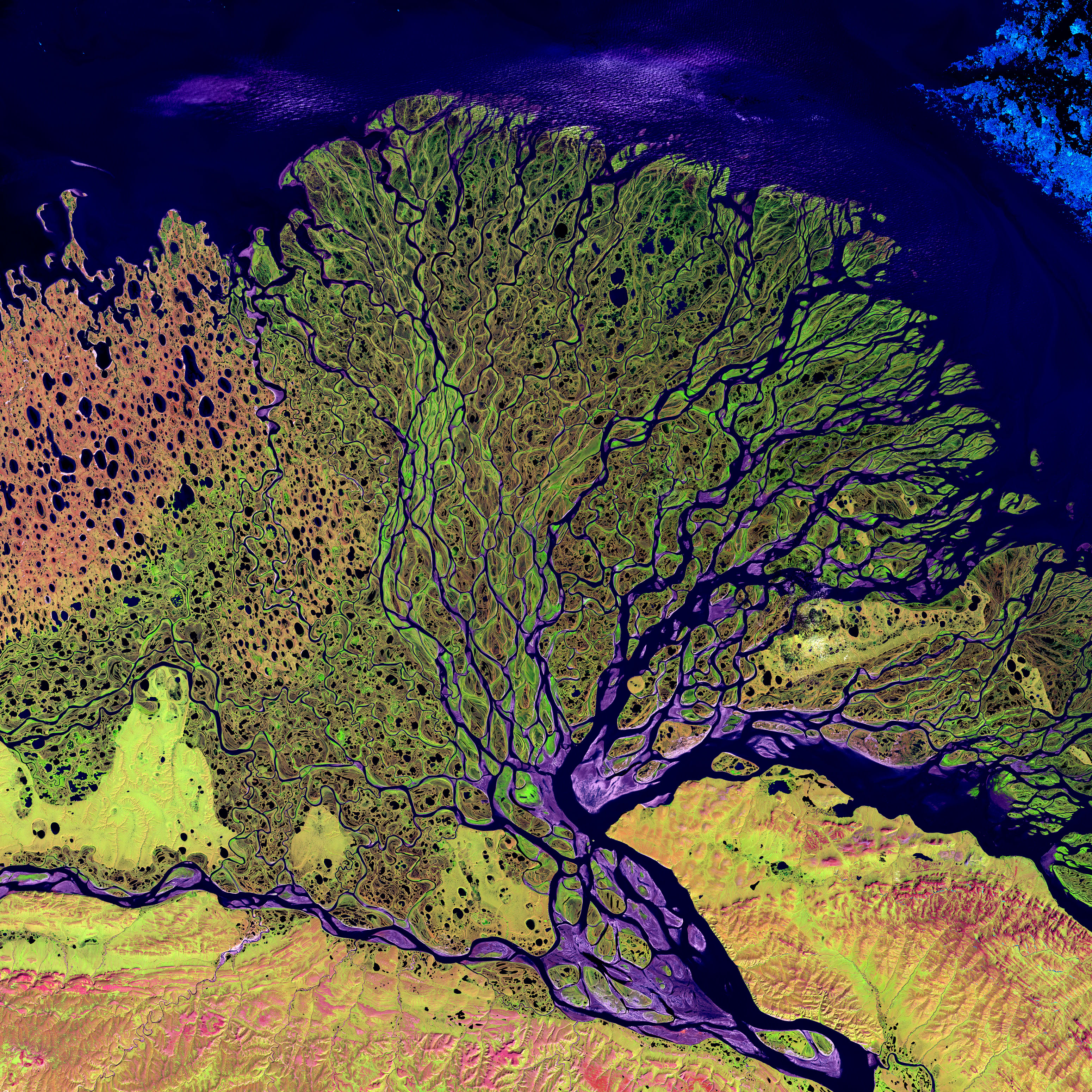
Imagen satélite del delta del Lena.

La Reserva Natural del Delta del Lena se halla en el delta del río Lena en el extremo norte del este de Siberia. Tiene un área total de 60.000 km², Siendo por tanto la mayor área protegida de Rusia. El delta del Lena en si tiene unos 45.000 km². Siendo el delta uno de los mayores del mundo se hallan en él grandes concentraciones de aves como cisnes, gansos, patos, colimbos, aves costeras, rapaces y gaviotas. Es también un importante criadero de peces. Cerca de él se halla la ciudad de Tiksi (Rusia).